# Titan Quest
Титан Куест (в превод: Титанично търсене, на английски Titan Quest) е екшън-ролева игра, разработена от Iron Lore Entertainment. Разпространява се световно от
THQ и е пусната на 26 юни 2006. Пусната е за разпространение през Steam, заедно с разширението Titan Quest: Immortal Throne, на 17 юли 2007. Играта може да се закупи също през Impulse, GamersGate, GameTap, Direct2Drive and OnLive.
Пуснато е и ограничено издание почти по същото време, което е в луксозна метална опаковка. По-късно е пуснато луксозно издание, съдържащо всички поправки. Най-накрая е издадено и златно издание, съдържащо оригиналната игра и разширението. На 31 август 2016 излиза юбилейно издание, което е безплатно за всички, вече притежаващи играта, като то съдържа много поправки и подобрения – подобрен изкуствен интелект, постижения, карти за размяна, модификации, подобрена мрежова игра и други.

## Игрален процес
Играчът поема ролята на герой, който се сражава с чудовища из три класически митологични обстановки, включващи Спарта/Древна Гърция, Древен Египет и Пътят на коприната/Азия. Идеята за играта е създадена от един от съавторите на Age of Empires – Браян Съливан (Brian Sullivan) и предоставя на играчите ragdoll physics, модерни светлинни ефекти, смяна на ден с нощ, доста точна древна митология, модерна триизмерна графика, уникални съкровища и предмети и бърза и динамична игра. Освен това има и вграден редакторски модул за онези играчи, които биха желали да създават свои собствени светове, модификации, кампании и приключения. Играта съдържа над хиляда игрови предмета, които героите могат да ползват. Те биват както обикновени, така и редки и уникални. Играта става прогресивно по-трудна с напредването в сюжета и заради това доброто развитие на уменията на героите е от голямо значение още в началото на играта.

## Мрежова игра
Мрежовите режими на игра поддържат от 2 до 6 играчи, които да играят на един сървър. Може да се играе както през местна мрежа, така и през интернет. Играта през интернет изисква ползването на централизиран сървърен софтуер като Gamespy, който показва на играча достъпните сървъри, които са със същата версия на играта.

## Сюжет
Играта се върти около прекъсването на връзката между хората и боговете. Главният герой (чието име и пол избира играчът) започва приключението си на един черен път до едно малко село близо до Спарта на име Хилос. Там той (или тя) научава, че светът е нападнат от орди чудовища и зверове (вдъхновени основно от митологията), които тероризират селяните, унищожават реколтата им, изгарят храмове, опустошават села и обсаждат градове. След като героят бива изпратен на мисия до Делфи от спартанския военачалник Леонид, историята се завърта около измисления за играта Орден на Прометей и опитите му да възстанови баланса в света. Героят се бие с харпии, сатири, огромни паяци, живи мъртъвци и всякакви други митични чудовища, които по всякакъв начин се опитват да го възпрепятстват в пътя му до следващото селище. Периодично героят се сблъсква и с по-силни чудовища-главатари, които обикновено са част от някоя странична задачка или приключение. По-големи главатари се появяват по-рядко и обикновено пазят ключови за главната мисия предмети или места. На края на всяка глава от сюжета героят се сблъсква с главатари, наречени „телкини“ (ед. ч. – телкин). Накрая многострадалния и пропътувал половината свят герой се среща и с последния главатар – титанът Тифон.

## Разширението Безсмъртен престол (Immortal Throne)
Разширението за играта е пуснато през март 2007 г. Наред с някои игрови новости и промени, то включва и продължение на историята. Зевс изпраща героя в Подземното царство, където той/тя трябва да се сблъска с Хадес, гръцкия бог на мъртвите.
Паралелно с разширението много почитатели пускат свои собствени модификации и нива, целящи да подобрят и разнообразят играта.
Често те използват прости програми, с които да модифицират трудността или да променят предмети, но освен това има цели приключения, които са изцяло преобразени. Вероятно най-популярният от тези модификации е „Lilith“ , който практически добавя нов игрови свят с над 150 часа игра и нови игрови елементи.

## Разширението Рагнарок (Ragnarök)
10 години след последното голямо обновление, на 17 ноември 2017 година е пуснато разширението Рагнарок. Добавени са нови земи, а преминавайки през тях, героят трябва да се бори със същества от немската митология. Другите промени включват много нови предмети, подобрени графични и физически ефекти, хвърлящи се оръжия и нов игрови клас Майстор на руните.

## Оценки и критика
Към юли месец 2010 г. оценката на оригиналната игра в Metacritic е „77“. Първоначалните критики са насочени основно към инвентарната система на играта, както и тромавото поведение на някои компютри. Освен това критиците определят играта като твърде сходна с Diablo II и я обвиняват че не предоставя нещо наистина ново на играчите.
Разширението Безсмъртен престол поправя някои от тези проблеми, включително поведението на играта и управлението на инвентара. Заради тези и други подобрения на цялостното усещане от играта, то бива прието доста добре от играчите и критиците и затова към юли 2010 г. има оценка „80“ в Metacritic.